# Lista do Patrimônio Mundial no Nepal
A Organização das Nações Unidas para a Educação, a Ciência e a Cultura (UNESCO) propôs um plano de proteção aos bens culturais do mundo, através do Comité sobre a Proteção do Património Mundial Cultural e Natural, aprovado em 1972. Esta é uma lista do Patrimônio Mundial existente no Nepal, especificamente classificada pela UNESCO e elaborada de acordo com dez principais critérios cujos pontos são julgados por especialistas na área. O Nepal, que ocupa uma região histórica de grande contribuição cultural e política para a história do continente asiático, ratificou a convenção em 20 de junho de 1978, tornando seus locais históricos elegíveis para inclusão na lista.
Os sítios Parque Nacional de Sagarmatha e Vale de Catmandu foram os primeiros locais do Nepal incluídos na lista do Patrimônio Mundial da UNESCO por ocasião da 2ª Sessão do Comitè do Património Mundial, realizada em Washington, D.C. (Estados Unidos) em 1979. Desde a mais recente adesão à lista, o Nepal totaliza 4 sítios classificados como Patrimônio da Humanidade, sendo 2 deles de classificação cultural e os 2 demais de classificação natural. 

## Bens culturais e naturais
O Nepal conta atualmente com os seguintes lugares declarados como Patrimônio da Humanidade pela UNESCO:
| | Vale de Catmandu |
| Bem cultural inscrito em 1979. |                  |
| Localização: Bagmati |                  |
| O sítio do Vale do Catmandu compreende sete conjuntos de monumentos e edifícios representativos da totalidade das obras históricas e artísticas que tornaram célebre mundialmente o Vale de Catmandu. Nestes sete conjuntos estão compreendidas: as treze praças Durbar situadas de frente aos palácios reais de Hanuman Dhoka (Catmandu), Patã e Bhaktapur; as estupas budistas de Swayambhu e Bauddhabath; e os templos hinduístas de Pashupatinath e Changu Narayan. (UNESCO/BPI) |                  |

| | Parque Nacional de Sagarmatha |
| Bem natural inscrito em 1979. |                               |
| Localização: Sagarmatha |                               |
| Em uma paisagem de glaciares, vale profundos e maciços montanhosos grandiosos arrematados pelo pico mais alto do mundo, o Everest (de 8.848 metros), este parque abriga espécies animais raras como o leopardo das neves e o panda gigante. A presença da etnia sherpa, criadora de uma cultura única em seu gênero, atrai interesse ao local. (UNESCO/BPI) |                               |

| | Parque Nacional de Chitwan |
| Bem natural inscrito em 1984. |                            |
| Localização: Narayani |                            |
| Situado aos pés da Cordilheira do Himalaia, este parque é um dos raros vestígios intactos da região dos piemontes do Terai, que se estende pelos territórios de Índia e Nepal. Sua flora e fauna são de grande riqueza. O sítio abriga uma das poucas populações subsistentes do rinoceronte asiático de um só chifre e é um dos últimos refúgios do tigre-de-Bengala. (UNESCO/BPI) |                            |

| | Lumbini, lugar do nascimento de Buda |
| Bem cultural inscrito em 1997. |                                      |
| Localização: Lumbini |                                      |
| Sidharta Gautama, o Buda, nasceu no ano de 623 a.C. nos famosos jardins de Lumbini, que logo se converteram em local de peregrinação. Um ilustre peregrino, o Imperador indiano Asoka, mandou erguer neles um dos seus pilares comemorativos. Hoje em dia, este local segue sendo um centro de peregrinação, no qual os vestígios arquelógicos vinculados ao nascimento de Buda e os primórdios do budismo constituem um dos principais centros de interesse. (UNESCO/BPI) |                                      |

## Lista Indicativa
Em adição aos sítios inscritos na Lista do Patrimônio Mundial, os Estados-membros podem manter uma lista de sítios que pretendam nomear para a Lista de Patrimônio Mundial, sendo somente aceitas as candidaturas de locais que já constarem desta lista. Desde 2019, o Nepal possui 15 locais na sua Lista Indicativa.
| Sítio                        | Imagem | Localização     | Ano  | Dados UNESCO | Descrição |
| ---------------------------- | ------ | --------------- | ---- | ------------ | --- |
| Complexo Medieval de Panauti |        | Kabhrepalanchok | 1996 | Cultural     | O local inclui o Templo de Indresvar Mahadev construído em 1294, o Templo Brahmayani construído no século XVII e numerosas estruturas históricas. |